# The Return (Bathory)
 The Return  is het tweede studioalbum van de Zweedse band Bathory. Op dit tweede album verhoogde de band het tempo dusdanig ten opzichte van het debuutalbum, dat de band zichzelf regelmatig voorbij raasde. Het geheel had een ruimtelijke productie, enkele klassieke composities in het Bathoryoeuvre maar een rommelige uitvoering.

## Nummers
1. Revelation of Doom – 3:27
2. Total Destruction – 3:50
3. Born for Burning – 5:13
4. The Wind of Mayhem – 3:13
5. Bestial Lust – 2:41
6. Possessed – 2:42
7. The Rite of Darkness – 2:05
8. Reap of Evil – 3:28
9. Son of the Damned – 2:48
10. Sadist – 3:00
11. The Return of the Darkness and Evil – 3:49
12. Outro – 0:25

## Bezetting
- Quorthon - gitaar, zang, bas
- Stefan Larsson – drums
- Andreas 'Adde' Johansson – basgitaar[1]

## Noot
1. ↑  Tijdens de opnamen uit de band gezet. Onduidelijk is welke reeds door hem opgenomen baspartijen op het album zijn gebleven. Quorthon zou uiteindelijk zelf 75% van de baspartijen hebben ingespeeld.